# Aapua

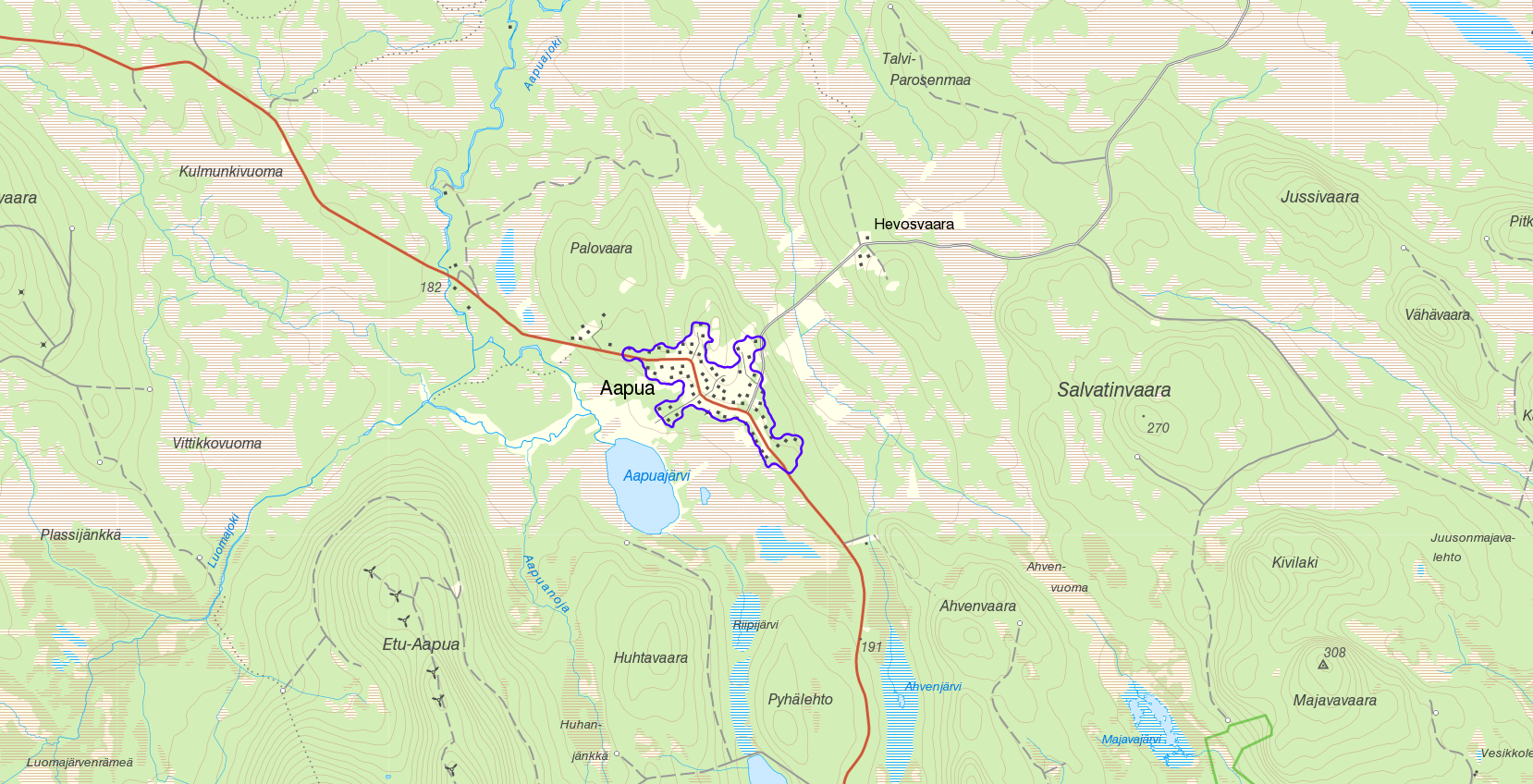
Småorten Aapua med gränserna från Statistiska centralbyråns småortsavgränsning 2015 i lila. Bakgrundskarta från Lantmäteriet

Aapua är en småort i Svansteins distrikt i Övertorneå kommun.
Aapua ligger på en förbindelseväg mellan länsväg 392 och riksväg 99 i ett i övrigt så gott som obebott område, cirka 6 mil från Pajala och ungefär 2 mil från finska gränsen. Strax söder om orten ligger sjön Aapuajärvi, som har en yta på nära 1 km². Orten passeras av vattendraget Aapuajoki.
Svenska Tornedalingars Riksförbunds kansli ligger i Aapua. Sydväst om Aapua finns vindkraftsparken Aapuaparken.

## Historia
Aapua ligger i Övertorneå socken. I samband med kommunreformen 1863 bildades Övertorneå landskommun, som Aapua tillhörde fram till 1 januari 1971, då landskommunen ombildades till Övertorneå kommun.

### Befolkningsutveckling
| Befolkningsutvecklingen i Aapua 1990–2015 | Befolkningsutvecklingen i Aapua 1990–2015 | Befolkningsutvecklingen i Aapua 1990–2015 | Befolkningsutvecklingen i Aapua 1990–2015 | Befolkningsutvecklingen i Aapua 1990–2015 |
| ----------------------------------------- | ----------------------------------------- | ----------------------------------------- | ----------------------------------------- | ----------------------------------------- |
|                                           |                                           |                                           |                                           |                                           |
| År                                        |                                           |                                           | Folkmängd                                 | Areal (ha)                                |
| 1990                                      | 1990                                      |                                           | 168                                       | 48#                                       |
| 1995                                      | 1995                                      |                                           | 171                                       | 50#                                       |
| 2000                                      | 2000                                      |                                           | 137                                       | 50#                                       |
| 2005                                      | 2005                                      |                                           | 122                                       | 56#                                       |
| 2010                                      | 2010                                      |                                           | 106                                       | 56#                                       |
| 2015                                      | 2015                                      |                                           | 93                                        | 69#                                       |
| Anm.: # Som småort.                       |                                           |                                           |                                           |                                           |

## Vindkraftverkspark
Aapua vindkraftverkspark tillkom 2005 då sju vindkraftverk blev uppslagna på det närbelägna berget Etu-Aapua. De anses vara de mest effektiva i Sverige  och fler vindkraftverk är eventuellt på gång på andra närliggande berg.

## Idrott
Tillsammans med Ohtanajärvi har Aapua ett fotbollslag, Ohtana/Aapua FF, som spelar i division 3 norra Norrland. Fotbollsföreningen är delarrangör av Midnattsolscupen som spelas varje år i juli.

## Omgivande orter
Nedanstående graf beskriver ett urval orter i omgivningen, inom en radie av 40 kilometer.